# Dandougou (Côte d'Ivoire)
Pour les articles homonymes, voir Dandougou.
Dandougou est une localité du centre de la Côte d'Ivoire, et appartenant au département de Mankono, Région du Worodougou. La localité de Dandougou est un chef-lieu de commune.